# Qasr Kharana
Le Qasr Kharana (en arabe قصر خرّانة), parfois appelé Qasr al Harrana, Qasr al Kharanah, Kharaneh ou Hraneh, est un des châteaux du désert les plus connus. Situé à l'Est de la Jordanie, à environ soixante kilomètres à l'Est d'Amman, il est relativement proche de la frontière avec l'Arabie saoudite. 
Il a probablement été construit au début du VIIIe siècle comme en témoigne une inscription de l'une des chambres subsistant malgré l'influence du courant sassanide. Qasr Kharaba a certainement remplacé une maison grecque ou byzantine antérieure. C'est un des premiers exemples d'architecture islamique dans la région.
La fonction de l'immeuble est, de nos jours, encore floue. Le terme de « château » semble inapproprié au vu de l'agencement et des décorations intérieures qui ne laissent pas croire à une fonction militaire.

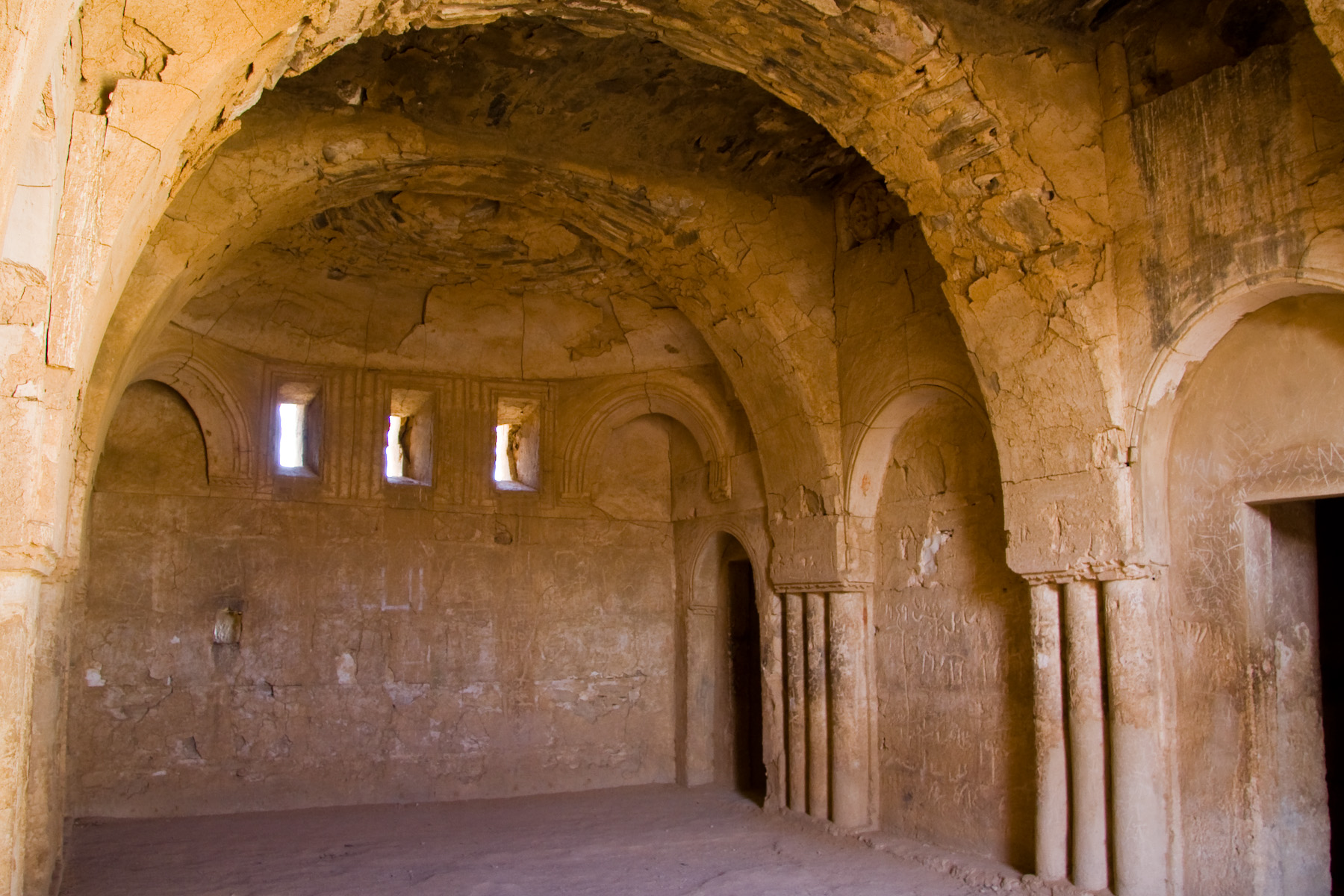
Vue de l'intérieur du Qasr Kharana